# James Cracknell
James Cracknell, född den 5 maj 1972 i Sutton i Storbritannien, är en brittisk roddare.
Han tog OS-guld i fyra utan styrman i samband med de olympiska roddtävlingarna 2004 i Aten.